# 幸運是我
《幸運是我》（英語：Happiness），是2016年上映的香港电影，由惠英紅、陳家樂領銜主演；並由劉雅瑟、張繼聰、吳日言、吳業坤、林兆霞、周俊偉、車婉婉、郭穎兒聯合主演，羅耀輝執導。主要圍繞着惠英紅飾演的腦退化病人。主題曲是由林欣彤翻唱葉德嫻的同名歌《幸運是我》。而惠英紅憑該片獲得第36屆香港電影金像獎的最佳女主角。

## 故事簡介
香港出生的陳介旭（陳家樂飾）在父母離異後跟媽媽回到廣州生活。十多年後，母親因病去世，阿旭獨自回到香港，希望尋回爸爸這位唯一親人。阿旭因一盒雞蛋而結識了孤獨老人芬姨（惠英紅飾），因為工作失意，生活迫人，無處可去的阿旭利用“計謀”住 進了芬姨的老屋，兩個完全沒有交集的人成為了臨時室友。
然而，生活在各自代表的世界中的兩個人，在同一屋簷下無法平靜，脾氣古怪的芬姨立下規條，令年少輕狂的阿旭難以接受。從疏離隔閡到彼此理解，從漠不關心到時常牽掛，兩人的摩擦逐漸成為了了解對方的最好方式。

## 角色
| 演員   | 角色   | 簡介 |
| ------ | ------ | --- |
| 陳家樂 | 陳介旭 | 阿旭 廚師 陳峰之子，與其關係疏離 母親因病去世 謝婉芬之租客兼室友，後成為無血源關係之母子 陳子俊之同父異母之兄 |
| 惠英紅 | 謝婉芬 | 芬姨 前酒廊歌手／前電影海報繪畫師 獨居，認知障礙症患者 陳介旭之包租婆兼室友，後成為無血源關係之母子           |
| 劉雅瑟 | 小月   | 護老院社工 內地人（不過可以講部分廣東話） 陳介旭之好友兼同事                                                  |
| 張繼聰 | 甘世榮 | 阿甘 廚師 陳介旭之好友兼同事                                                                                  |
| 吳日言 | 方姑娘 | 社福機構主管 甘世榮，陳介旭之上司                                                                             |
| 吳業坤 | 發仔   | 車房工人 陳介旭之好友，並協助其尋找生父                                                                       |
| 林兆霞 | 花膠姐 | 車禍去世 |
| 周俊偉 | Jeff   | 小月之男友，後分手                                                                                            |
| 車婉婉 |        | 職業治療師 |
| 郭穎兒 | 欣     | 陳介旭女朋友                                                                                                  |
| 錢小豪 | 陳峰   | 陳介旭之父，與其失散多年，且不願接納介旭 陳子俊之父                                                           |
| 麥家琪 |        | 陳峰現任妻子 陳子俊之母 陳介旭之繼母，並討厭其                                                                |
| 潘家齊 | 陳子俊 | 陳峰之幼子 陳介旭同父異母之弟                                                                                 |
| 邵音音 |        | 茶餐廳老闆娘                                                                                                  |
| 鍾慧冰 |        | 雜貨店老闆娘                                                                                                  |
| 鍾舒祺 | 囡囡   | 謝婉芬之前租客                                                                                                |

## 奬項及提名
| 年度 | 颁奖典礼                     | 奖项             | 姓名                          | 结果 |
| ---- | ---------------------------- | ---------------- | ----------------------------- | ---- |
| 2016 | 第11屆華語青年影像論壇       | 年度新銳男演員   | 陳家樂 （與應岱臻共享）       | 獲獎 |
| 2017 | 第23屆香港電影評論學會大獎   | 最佳編劇         | 羅耀輝                        | 提名 |
| 2017 | 第2屆德國中國電影節          | 最佳女演員       | 惠英紅                        | 獲獎 |
| 2017 | 第11屆香港電影導演會年度大獎 | 最佳女演員       | 惠英紅                        | 獲獎 |
| 2017 | 第1屆馬來西亞金環獎          | 最佳女演員       | 惠英紅                        | 提名 |
| 2017 | 微博之星2016                 | 微博給力女主角   | 惠英紅                        | 提名 |
| 2017 | 第11屆亞洲電影大獎           | 最佳女主角       | 惠英紅                        | 提名 |
| 2017 | 第36屆香港電影金像獎         | 最佳女主角       | 惠英紅                        | 獲獎 |
| 2017 | 第36屆香港電影金像獎         | 最佳新演員       | 吳業坤                        | 提名 |
| 2017 | 第36屆香港電影金像獎         | 最佳原創電影歌曲 | 波多野裕介《Better tomorrow》 | 提名 |
| 2017 | 第36屆香港電影金像獎         | 新晉導演         | 羅耀輝                        | 提名 |
| 2017 | 2017電影之夜                 | 推薦女主角       | 惠英紅                        | 提名 |
| 2017 | 2017電影之夜                 | 推薦新導演       | 羅耀輝                        | 提名 |

## 外部連結
- 香港影庫上《幸運是我》的資料（繁體中文）
- 互联网电影数据库（IMDb）上《幸運是我》的资料（英文）
- 豆瓣电影上《幸運是我》的資料 （简体中文）
- 时光网上《幸運是我》的資料（简体中文）